# Marcelo Tosi
Marcelo Tosi (Piracicaba, 14 de agosto de 1969) es un jinete brasileño que compitió en la modalidad de concurso completo. Ganó tres medallas en los Juegos Panamericanos entre los años 1999 y 2019.

## Palmarés internacional
| Juegos Panamericanos | Juegos Panamericanos | Juegos Panamericanos | Juegos Panamericanos |
| Año                  | Lugar                | Medalla              | Categoría            |
| -------------------- | -------------------- | -------------------- | -------------------- |
| 1999                 | Winnipeg (Canadá)    | Medalla de plata     | Por equipos          |
| 2011                 | Guadalajara (México) | Medalla de bronce    | Por equipos          |
| 2019                 | Lima (Perú)          | Medalla de plata     | Por equipos          |